# Richard Kuhn
Richard Kuhn (3 tháng 12 năm 1900 – 1 tháng 8 năm 1967) là một nhà hóa sinh người Đức gốc Áo, đã đoạt giải Nobel Hóa học năm 1938.

## Tiểu sử

### Thời niên thiếu
Kuhn sinh tại Viên, Áo. Ông bắt đầu học hóa học ở Đại học Wien năm 1918, sau đó sang học với Richard Willstätter ở Đại học München và đậu bằng tiến sĩ năm 1922 cho công trình ghiên cứu khoa học về enzym.
Kuhn tiếp tục nghiên cứu khoa học ở München rồi ở ETH Zürich và từ năm 1929 trở đi, tại Đại học Heidelberg. Năm 1937, ông làm trưởng phân khoa hóa học.
Richard Kuhn cũng là bạn học của Wolfgang Pauli trong thời gian 8 năm (1910-1918), người đã đoạt giải Nobel Vật lý năm 1945.
Năm 1928 ông kết hôn với Daisy Hartmann. Họ có hai con trai và bốn con gái.

### Sự nghiệp
Lãnh vực nghiên cứu của Kuhn gồm: các vấn đề lý thuyết của hóa học hữu cơ (hóa học lập thể của các hợp chất thơm và béo; các tổng hợp của polyene và cumulene; kết cấu và màu sắc; độ chua của hyđrocacbon), cũng như các lãnh vực mở rộng trong ngành hóa sinh (carotenoid; flavin; vitamin và enzym). Đặc biệt, ông nghiên cứu công trình quan trọng về vitamin B2 và vitamin B6 antidermatitis.
Năm 1929 ông làm giám đốc "Viện Hóa học" thuộc Viện Nghiên cứu Y học Kaiser Wilhelm (Kaiser Wilhelm Gesellschaft) (từ năm 1950, đặt tên lại là Viện Nghiên cứu Y học Max Planck (Max-Planck-Institut für medizinische Forschung)) tại Heidelberg. Năm 1937 ông cũng nắm quyền quản lý viện này.
Ngoài ra, ông cũng làm giáo sư môn hóa sinh ở Đại học Heidelberg, và làm giáo sư khách nghiên cứu môn hóa sinh một năm ở Đại học Pennsylvania, Philadelphia, (Hoa Kỳ).
Ông được trao giải Nobel Hóa học năm 1938 cho "công trình nghiên cứu về các carotenoid và các vitamin", nhưng không thể sang Thụy Điển lãnh giải, mãi cho tới sau Chiến tranh thế giới thứ hai., Giải Goethe năm 1942 và Giải Paul Ehrlich và Ludwig Darmstaedter năm 1958. Kuhn cũng là người khám phá ra Soman, một tác nhân thần kinh (nerve agent) gây chết người, vào năm 1944.
Kuhn cũng là chủ bút Justus Liebigs Annalen der Chemie  từ năm 1948.
Ông từ trần năm 1967 ở Heidelberg, Đức, thọ 66 tuổi.

## Tác phẩm của Kuhn
- Der Arzneischatz der Gegenwart und die pharmazeutische Chemie der Zukunft. Düsseldorf 1965.
- Ludolf von Krehl und das Kaiser-Wilhelm-Institut für Medizinische Forschung. Lehmann, München 1961.
- Biochemie der Rezeptoren und Resistenzfaktoren. Springer, Berlin 1959.
- Über Kumulene, X cis-trans-Isomerie bei Dinitro-Tetraphinyl-Kumulenen. Chemie, Weinheim an der Bergstraße 1959.
- Biochemie. Dieterich & Chemie, Wiesbaden, Weinheim an der Bergstraße 1947–53.
- Biochemistry. Wiesbaden 1947.
- Biologie. Hermann, Paris 1938.
- Die Chemie der Gegenwart und die Biologie der Zukunft. Rascher, Zürich 1928.
- Physikalische Chemie und Kinetik. Thieme, Leipzig 1924.

## Sách viết về Kuhn
- Angelika Ebbinghaus & Karl Heinz Roth: Vernichtungsforschung. Der Nobelpreisträger Richard Kuhn, die Kaiser-Wilhelm-Gesellschaft und die Entwicklung von Nervenkampfstoffen während des Dritten Reichs, in 1999. Zeitschrift für Sozialgeschichte des 20. und 21. Jahrhunderts, 17 (2002), H. 1, S. 15-50.
- Brigitte Hoppe: Adolf Windaus, Heinrich Wieland, Richard Kuhn, Leopold Ruzicka, Alexander Todd und Adolf Butenandt. Kindler, Zürich, München 1978/79.
- Lothar Jaenicke: Richard Kuhn, 3. Dezember 1900 (Wien) - 1. August 1967 (Heidelberg). in vol. 54:5 Nachrichten aus der Chemie. Frankfurt 2006.
- Gerhard Oberkofler & Peter Goller: Richard Kuhn. Innsbruck 1992.
- Florian Schmaltz: Kampfstoff-Forschung im Nationalsozialismus. Zur Kooperation von Kaiser-Wilhelm-Instituten, Militär und Industrie, Göttingen 2005.
- Jonathan B. Tucker: War of nerves. Chemical warfare from World War I to al-Quaeda. Verlag Pantheon Books, New York 2006. 479 S. ISBN 1400032334 (engl.)